# Aleksandr Vasil'evič Kolčak
Aleksandr Vasil'evič Kolčak, in russo Александр Васильевич Колчак? (San Pietroburgo, 16 novembre 1874 – Irkutsk, 7 febbraio 1920), è stato un esploratore, ammiraglio e politico russo, comandante in capo di parte delle forze antibolsceviche dell'Armata Bianca durante la guerra civile russa assumendo poteri dittatoriali.

## Biografia

### Studi e carriera
Nato in una famiglia di lontane origini rumene/moldave, era figlio di un ufficiale della marina russa, mentre sua madre aveva origini ucraine. Si diplomò nel 1894 nel Collegio della Marina di San Pietroburgo, arruolandosi quello stesso anno nel Settimo Battaglione navale della capitale. Fu presto trasferito nell'estremo oriente del Paese, a Vladivostok, dove rimase dal 1895 al 1899. Tornato nella Russia occidentale, a Kronštadt, nel 1900 si unì alla spedizione polare russa del 1900-1902 come comandante di uno dei due gruppi di esploratori. Dopo aver corso innumerevoli difficoltà e pericoli, fece ritorno nel dicembre 1902; l'altro gruppo, guidato da Eduard von Toll, non riuscì invece a sopravvivere al viaggio. Diresse la spedizione polare russa di soccorso del 1903, prese parte ad altre spedizioni artiche e, per un certo periodo, fu soprannominato "Kolčak-Poljarnyj" ("Kolčak il Polare").

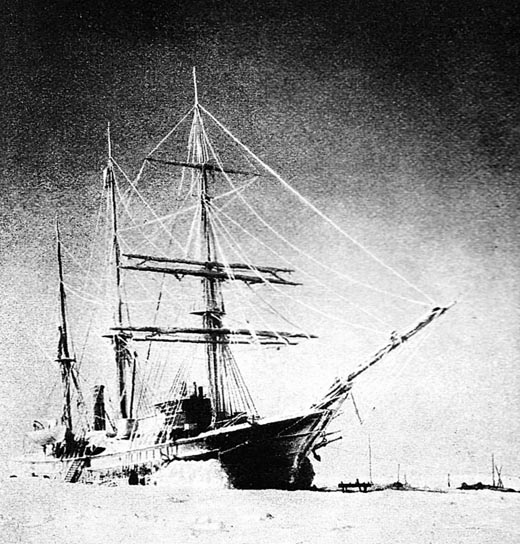
La nave Zarja, comandata da Kolčak nella spedizione artica

Allo scoppio della guerra russo-giapponese, nel marzo 1904 Kolčak fu assegnato al Battaglione di stanza a Port Arthur. Posto al comando di un incrociatore gli fu conferita una medaglia al valore. Dopo che l'assedio al porto si intensificò gli fu conferito il comando di alcune unità di terra. Ferito, fu fatto prigioniero di guerra delle truppe nipponiche. Liberato alla fine del conflitto, dal 1906 fece parte del comando generale della marina russa e, allo scoppio della prima guerra mondiale, fu assegnato alla Flotta baltica. A bordo della nave ammiraglia Pograničnik, Kolčak sovraintese alle difese costiere e diresse le forze navali nel golfo di Riga. Nell'agosto del 1916 fu promosso a viceammiraglio, il più giovane in tale rango nelle forze di mare russe, e nominato comandante della Flotta del Mar Nero, rimpiazzando l'ammiraglio Eberhart.
Il suo compito primario fu supportare il generale Judenič nelle operazioni belliche contro l'Impero ottomano. Gli fu anche conferito l'incarico di contrastare gli U-Boot e di iniziare ad organizzare un'invasione del Bosforo (che tuttavia non fu mai portata a termine). La flotta di Kolčak collezionò innumerevoli successi affondando un gran numero di carboniere turche. Poiché non c'era alcuna linea ferroviaria che collegasse le miniere dell'estremo oriente ottomano con Costantinopoli, i suoi continui attacchi ai rifornimenti di tale minerale causarono immense difficoltà al governo turco. Nel 1916, in un attacco combinato terra-mare, la Flotta russa del Mar Nero diede un essenziale contributo nella conquista della città di Trebisonda.
Un notevole disastro navale cui fu testimone accadde il 7 ottobre 1916 quando sotto i suoi occhi la corazzata russa Imperatrice Maria saltò in aria nel porto di Sebastopoli. Le indagini ufficiali non riuscirono a determinare se tale avvenimento fosse stato accidentale o causato da un sabotaggio. Dopo la Rivoluzione di febbraio del 1917, la situazione politica condizionò i ruoli gerarchici all'interno della Flotta del Mar Nero: Kolčak fu deposto dal comando nel giugno e gli fu conferito l'incarico, ritenuto dai più fittizio, di osservatore militare, ruolo che lo portò a visitare la Gran Bretagna e gli Stati Uniti d'America.

### La Guerra civile russa
Allo scoppio della rivoluzione d'ottobre, Kolčak si trovava in Giappone. Sostenitore del governo provvisorio, tornò in Russia arrivando a Vladivostok dopo aver attraversato la Manciuria. Informato della resa e del colpo di Stato bolscevico, chiese di arruolarsi nell'esercito britannico per continuare la guerra contro la Germania. Inizialmente la Gran Bretagna si dimostrò incline ad accettare l'offerta di Kolčak, pensando di impegnarlo in Mesopotamia (il moderno Iraq), ma successivamente il governo di Londra decise che il vice-ammiraglio sarebbe stato più utile alla causa alleata cercando di rovesciare il governo bolscevico e riportando in guerra la Russia. Recalcitrante, Kolčak accettò il suggerimento inglese. Arrivato a Omsk, Siberia, al fine di unirsi all'Armata dei Volontari, accettò di diventare ministro del Governo Regionale della Siberia (Bianco). Figura di prestigio, il Governo provvisorio sperò di assicurarsi l'appoggio degli Alleati grazie anche ai rapporti di amicizia intercorsi tra Kolčak e il comandante della missione militare inglese, il Maggior generale Sir Alfred William Fortescue Knox.

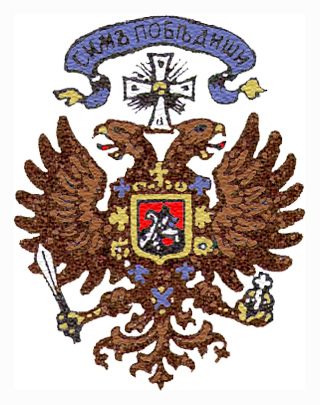
Emblema dello Stato siberiano durante la dittatura

Nel novembre 1918 la Repubblica di Siberia fu rovesciata da un colpo di Stato interno. I leader e membri del Partito Socialista-Rivoluzionario (SR) furono arrestati il 18 novembre da una truppa di Cosacchi guidati dall'etmano Krasil'nikov. I rimanenti membri del governo si riunirono e nominarono Kolčak Capo di Stato con poteri dittatoriali. Fu nominato Capo Supremo (Verchovnyj Pravitel') e si auto-promosse Ammiraglio. I leader degli SR arrestati furono espulsi dalla Siberia e si ritirarono in Europa. I membri del Direttivo degli SR rimasti in Russia denunciarono la manovra di Kolčak e si adoperarono per ucciderlo. Le loro attività sfociarono in una piccola rivolta a Omsk il 22 dicembre 1918, che fu velocemente soffocata dai Cosacchi e dalla Legione Ceca, che giustiziarono sommariamente quasi 500 ribelli. I SR aprirono allora dei negoziati con i Bolscevichi e, nel gennaio 1919, l'Armata SR del Popolo confluì nell'Armata Rossa. La dittatura di Kolčak fu di stampo eminentemente militare. Dichiarò infatti in seguito: "Non avevo alcun obiettivo politico [...] ma ho solo cercato di creare un'armata regolare [...] in grado di sconfiggere i Bolscevichi."

### La dittatura
Inizialmente le forze dell'Armata Bianca sotto il suo comando conseguirono alcuni successi. Kolčak non si sentiva a proprio agio nei combattimenti di terra e delegò quindi la maggior parte dei piani strategici a D. A. Lebedev, Paul J. Bubnar e al suo stato maggiore. L'esercito del nord comandato dal russo Anatolij Pepeljaev e dal ceco Radola Gajda assediò Perm', che capitolò il 24 dicembre 1918. Il piano dei Bianchi prevedeva tre grandi offensive – Gajda verso Arcangelo, Chanžin verso Ufa e i Cosacchi guidati da Aleksandr Dutov verso Samara e Saratov. Kolčak aveva nel proprio esercito 110.000 uomini contro all'incirca 95.000 soldati bolscevichi. Le sue buone relazioni con il generale Knox gli consentirono inoltre di equipaggiare perfettamente (con armi, divise e munizioni) le proprie truppe.
L'esercito bianco prese Ufa nel marzo 1919 e avanzò successivamente per conquistare Kazan' e avvicinarsi a Samara e al Volga. Le rivolte anti-bolsceviche scoppiate a Simbirsk, Kazan', Vjatka, e Samara favorirono gli sforzi degli uomini di Kolčak. La neo-formata Armata Rossa si ritirò permettendo ai Bianchi di avanzare su una linea ideale che passava da Glazov attraverso Orenburg fino a Uralsk. I territori di Kolčak coprivano ora 300.000 km² e contenevano all'incirca 7 milioni di persone. In aprile un allarmato Comitato Centrale Bolscevico fece del contrasto alle truppe di Kolčak la propria priorità. Nella primavera la situazione nell'esercito bianco degenerò: la parte più avanzata era tagliata fuori dai rifornimenti, i soldati erano esausti e l'Armata Rossa aveva inviato nell'area nuove truppe.
Kolčak aveva perso l'appoggio di potenziali alleati quali la legione Ceca e la Quinta divisione fucilieri polacca che si ritirarono dal conflitto nell'ottobre 1918 ma rimasero in loco. Il nuovo comandante della Legione Ceca, il generale francese Janin infatti considerava il dittatore un mero strumento dei britannici e appoggiava i SR. Kolčak non poté neppure contare sull'aiuto dei giapponesi che, temendo che volesse interferire con la loro occupazione dell'estremo oriente russo, rifiutarono la propria collaborazione creando uno "Stato fantoccio" ad est del lago Bajkal sotto il controllo dei Cosacchi (Stato cosacco di Transbajkalia). Le 7.000 truppe americane stanziate in Siberia si dichiararono strettamente neutrali riguardo "agli affari interni russi" e rimasero solo per sovraintendere alla costruzione della Ferrovia Transiberiana nell'estremo oriente. Il comandante americano William S. Graves aveva inoltre una personale antipatia per il governo di Kolčak, che considerava Realista e autocratico, una visione politica condivisa con il presidente statunitense Woodrow Wilson.

### Sconfitta e morte
Quando nel 1919 le forze dell'armata Rossa riuscirono a riorganizzarsi e passarono al contrattacco, l'esercito di Kolčak iniziò a perdere terreno. I bolscevichi scatenarono la controffensiva nell'aprile, focalizzando l'attacco nel centro della linea dei Bianchi, puntando a Ufa. Lo scontro fu duro e sanguinoso: Ufa fu conquistata dai bolscevichi il 9 giugno e, alla fine di quello stesso mese, le forze rosse guidate da Michail Tuchačevskij sfondarono le difese Bianche sugli Urali. Superato tale bastione naturale i Rossi fecero rapidi progressi catturando Čeljabinsk il 25 luglio e attaccando contemporaneamente a nord e a sud l'esercito Bianco, al fine di non rimanere intrappolati in una sacca. L'armata Bianca si riorganizzò intorno ai fiumi Tobol e Išim riuscendo a bloccare temporaneamente la controffensiva. Tennero questa linea di difesa fino a ottobre, ma la perdita costante di uomini uccisi o feriti era superiore a quanto i Bianchi potessero sopportare. Avuti rinforzi, i Rossi attraversarono il Tobol a metà ottobre. Le forze bianche, sconfitte, abbandonarono il campo di battaglia e si ritirarono disordinatamente verso Omsk. I bolscevichi si riorganizzarono allora per affrontare le truppe bianche guidate da Anton Ivanovič Denikin che da meridione stavano puntando verso Mosca.
Kolčak era anche sotto la minaccia di nemici interni al proprio Stato: oppositori locali iniziarono a cospirare contro il suo potere e persino il supporto inglese venne meno, riponendo il governo britannico più fiducia in Denikin. Gajda, radiato dal comando dell'esercito del nord, a metà novembre fu protagonista di un fallito colpo di Stato. Omsk fu evacuata il 14 novembre e l'Armata Rossa prese la città senza incontrare alcuna seria resistenza. Furono catturati un gran numero di soldati dell'esercito Bianco, tra cui quasi 50.000 militari tra cui dieci generali. A causa del notevole flusso di rifugiati verso est, nella città e nei dintorni si scatenò un'epidemia di tifo petecchiale.
Kolčak aveva lasciato Omsk per Irkutsk utilizzando la ferrovia Transiberiana il 13 novembre. Attraversando aree controllate dai Cecoslovacchi fu più volte fermato, tanto che in dicembre aveva raggiunto solo Nižneudinsk. Alla fine di dicembre, Irkutsk cadde sotto il controllo di un gruppo di sinistra (che includeva gli SR) e formò un 'Centro politico'. Una delle sue prime iniziative fu di dichiarare Kolčak decaduto. Il 4 gennaio 1920, ricevuta la notizia, annunciò le proprie dimissioni, conferendo la carica di dittatore a Denikin, e consegnò il comando delle rimanenti truppe situate intorno a Irkutsk all'atamano G. M. Semenov. Diede a Kappel l'ordine di ritirarsi verso est, salvando il salvabile; ne seguì la Grande marcia nel ghiaccio siberiano, durante la quale il freddo portò alla morte di molti soldati e delle loro famiglie a seguito.
Sembra che a Kolčak fu allora promesso che sarebbe stato consegnato dai cecoslovacchi al comando britannico a Irkutsk. Invece il 14 gennaio fu tradotto al "Centro politico". Il 20 gennaio il governo di Irkutsk rimise il potere a un comitato bolscevico. L'Armata Bianca sotto il comando di Vladimir Kappel si era intanto assestata nei pressi di Irkutsk mentre Kolčak veniva interrogato da una commissione bolscevica. A seguito dell'arrivo di un ordine da Mosca, fu sommariamente condannato a morte insieme al Primo Ministro Viktor Pepeljaev. Nel tentativo di salvarlo, il generale Kappel ed il suo secondo Wojciechowski, avanzarono a marce forzate su Irkutsk con le truppe rimaste: Kappel morì nell'intento, mentre Wojciechowski venne fermato dalla Legione Ceca alle porte della città.
Kolčak e Pepeljaev furono fucilati all'alba del 7 febbraio e i loro corpi abbandonati in un fiume locale, l'Ušakovka. L'Armata Rossa non entrò a Irkutsk fino al 7 marzo e solo allora fu data ufficialmente la notizia della morte di Kolčak.

## Eredità
La maggior parte dei giudizi storici è ancora influenzata da un orientamento risalente alla guerra civile, e quindi giudizi negativi da chi è più vicino alla parte bolscevica e meno da quelli anti-comunisti. Nei fatti l'ammiraglio Kolčak mostrò indubbie qualità militari soprattutto nel campo della marina militare, mentre meno esperienza aveva nell'ambito della tattica militare di terra. Ebbe il coraggio di esporsi contro i bolscevichi ma ebbe difficoltà nel collegarsi agli altri generali dell'Armata Bianca come Judenič o Denikin.
Il suo isolamento politico fu testimoniato dal fatto che anche i potenziali stati alleati, quali Finlandia, Polonia e Repubbliche baltiche non si allearono con lui contro i Bolscevichi. Di lui diffidavano, ritenendolo troppo reazionario, anche le truppe della potentissima Legione Ceca, che per qualche tempo fu la forza militare organizzata più potente della Siberia, nonché profondamente anti-bolscevica. Discorso analogo vale per la Gran Bretagna che nonostante un iniziale appoggio, gli fu sostanzialmente neutrale, come gli Stati Uniti d'America.
Dopo essere stato ovviamente denigrato dai suoi nemici storici, e quindi dal potere sovietico, Kolčak è oggi, dopo la fine del governo sovietico, una figura storica controversa nell'odierna Russia. Il Movimento di estrema destra "Per la Fede e la Terra patria" ha cercato di riabilitarlo, tuttavia due domande di riabilitazione sono state rifiutate. La prima da una corte militare regionale nel 1999, la seconda dalla Corte Suprema della Federazione russa nel 2001. Nel 2004 la Corte costituzionale russa riaffidò "il caso Kolčak" a una corte militare per un secondo parere.
Monumenti a lui dedicati sono stati eretti a San Pietroburgo nel 2002 e a Irkutsk nel 2004, nonostante le obiezioni di alcuni ex-comunisti, politici di sinistra e associazioni di veterani sovietici.
Dmitrij Trofimov realizzò una serie di ritratti dei comandanti dell'Armata Bianca, ad es., dell'ammiraglio Kolčak, come parte del progetto educativo "I Guerrieri Bianchi".